# Druemunke (art)
Druemunke (Actaea spicata), også kaldet almindelig druemunke eller sort druemunke, er en 30-70 cm høj, opretvoksende, flerårig urt med en kraftig vækst.

## Beskrivelse
Bladene er dobbelt uligefinnede og småbladene er ægformede med dybt indskårne takker. Over- og underside er ensartet græsgrønne.
Blomstringen sker i maj-juni, og de små, hvide blomster sidder samlet i endestillede, oprette klaser. Bærrene er glatte og sorte, ret store og giftige. Frøene spirer villigt og ukrudtsagtigt under egnede forhold.
Rodnettet består af en kraftig rodstok med masser af finrødder.
Højde x bredde og årlig tilvækst: 0,70 x 0,50 m (70 x 50 cm/år).

## Voksested
Druemunke hører hjemme i blandet, ikke for mørk løvskov på kalkholdig og mineralrig muldbund. Derfor findes den hist og her i østdanske skove.
I Bolderslev Skov ved Hærvejen nær Åbenrå findes arten sammen med bl.a. ahorn, ask, avnbøg, alm. bingelurt, bøg, hassel, alm. røn, navr, småbladet lind, spidsløn, stilkeg, storbladet elm, storbladet lind og vedvarende måneskulpe – foruden et stort antal bregne- og mosarter

## Giftighed
Hele planten er giftig, og den lugter også ubehageligt.
| Portal | Portal:Botanik |

## Note
1. ↑  "Skov- og Naturstyrelsen: Blandskove med ær, ask, elm eller lind på skråninger". Arkiveret fra originalen 15. februar 2005. Hentet 1. august 2009.